# Takarada Szaori
Takarada Szaori (宝田 沙織) (Tojama prefektúra, 1999. december 27. –) japán válogatott labdarúgó.

## Klub
A labdarúgást a Cerezo Osaka Sakai csapatában kezdte. 2021-ben a Washington Spirit csapatához szerződött.

## Nemzeti válogatott
2019-ben debütált a japán válogatottban. A japán válogatott tagjaként részt vett a 2019-es világbajnokságon és a 2020. évi nyári olimpiai játékokon. A japán válogatottban 8 mérkőzést játszott.

## Statisztika
| Japán válogatott | Japán válogatott | Japán válogatott |
| Időszak          | Mérk.            | gól              |
| ---------------- | ---------------- | ---------------- |
| 2019             | 3                | 0                |
| 2020             | 0                | 0                |
| 2021             | 5                | 1                |
| Összesen         | 8                | 1                |